# Utsunomiya Hirotsuna
Utsunomiya Hirotsuna (広綱?; 1543 – 1576) è stato un samurai giapponese del periodo Sengoku che servì il clan Utsunomiya.
Hirotsuna era figlio di Utsunomiya Naotsuna. A causa dei conflitti all'interno di Shimotsuke dopo la morte del padre, Hirotsuna fu costretto a fuggire nei domini del clan Satake da bambino. Era sposato con una figlia di Satake Yoshiaki e con l'assistenza di Yoshiaki fu in grado di recuperare il dominio Utsunomiya, che era stato perso in precedenza dal clan Nasu. Gli succedette il figlio Kunitsuna.

## Figli
- Utsunomiya Kunitsuna
- Utsunomiya Yorikatsu
- Haga Takasada